# Square d'Alleray - Labrouste - Saint-Amand
Le square d'Alleray - Labrouste - Saint-Amand est un square du 15e arrondissement de Paris, dans le quartier Saint-Lambert.

## Situation et accès
Il est inscrit dans le triangle que forment la rue d'Alleray, la rue Labrouste et la rue Saint-Amand.
Ce site est desservi par la ligne 12 à la station de métro Vaugirard.